# 다나카 미에코
다나카 미에코(일본어: 田中美絵子, たなかみえこ, 1975년 12월 16일 ~ 는 일본의 정치인이다. 이시카와현 가나자와시 출신으로 데이쿄 여자단기대학 및 메이지 대학 정치경제학부를 졸업하였다. 2009년 기준으로 메이지 대학 대학원에 재학 중이며, 고마쓰시에 거주중이다.
시바 료타로의 작품을 즐겨읽고 있으며, 궁도 2단이다.
2009년에 일본 중의원 총선거에서 이시카와 2구(石川2区)에 민주당 후보로 출마하여 모리 요시로 전 총리와 경쟁하였다. 공천 당시에 민주당의 미녀 자객으로 불리며 젊은 나이와 외모로 큰 화제를 불러 일으켰다. 지역구에서는 당선되지 못하였으나  비례 대표로 당선되었다.

## 약력
- 데이쿄 여자단기대학 졸업
- 메이지 대학 정치경제학부 졸업
- 히라타 겐지 참의원 비서
- 가와무라 다가시 중의원 비서